# Mesquitela (Almeida)
Mesquitela is een plaats (freguesia) in de Portugese gemeente Almeida en telt 58 inwoners (2001).